# Ippalmo
Nella mitologia greca, Ippalmo è uno o più personaggi minori, non ben distinti l'uno dall'altro.

## Il mito
- Ippalmo, secondo una tradizione, era uno dei numerosi figli nati da Pelope, il giovane e avvenente figlio di Tantalo, e Ippodamia. La sua leggenda è estremamente povera. Viene ricordato infatti solo in un elenco genealogico.
- Ippalmo (o Ippalcimo) è il nome che si attribuisce generalmente al padre di Peneleo, il capo beota partecipanti alla guerra di Troia. Non si sa, tuttavia, se è da identificare nell'omonimo precedente.
- Ippalmo è infine il nome di un guerriero acheo, il quale partecipò alla guerra di Troia, e venne ucciso nei combattimenti dall'Amazzone Pentesilea.

### Fonti
- Quinto Smirneo, Posthomerica, libro I, verso 229.

### Moderna
- Pierre Grimal, Dizionario di mitologia, Parigi, Garzanti, 2005, ISBN 88-11-50482-1. Traduzione di Pier Antonio Borgheggiani.